# Strada europea E602
La strada europea E602 è una strada europea che collega La Rochelle a Saintes. Come si evince dalla numerazione, si tratta di una strada di classe B posta nell'area delimitata a nord dalla E60, a sud dalla E70, ad ovest dalla E05 e ad est dalla E15.

## Percorso
La E602 è definita con i seguenti capisaldi di itinerario: "La Rochelle - Saintes".